# 大原 (平塚市)
大原（おおはら）は、神奈川県平塚市に存在する地名。大野地区の内の一つの地名である。丁番を持たない単独町名であり、住居表示実施済み区域。

## 概要
大原は平塚市街からやや北寄りに位置する大字であるが、その字内には概ね平塚市総合公園などの施設が占める。周辺の他の地名では西に平塚地区である富士見町と接し、南に追分、東に西八幡、北に新町の同じ大野地区の地名とそれぞれ接している。

## 歴史
- 1973年10月1日に大原を設置及び住居表示実施。実施前までの町名としては大字中原上宿、大字中原下宿、大字八幡、大字平塚の各一部だった（平塚市#地域も参照）。

## 世帯数と人口
2023年（令和5年）9月1日現在（平塚市発表）の世帯数と人口は以下の通りである。
| 町丁 | 世帯数  | 人口  |
| ---- | ------- | ----- |
| 大原 | 161世帯 | 340人 |

### 人口の変遷
国勢調査による人口の推移。
| 年                 | 人口 |
| ------------------ | ---- |
| 1995年（平成7年）  | 423  |
| 2000年（平成12年） | 413  |
| 2005年（平成17年） | 396  |
| 2010年（平成22年） | 346  |
| 2015年（平成27年） | 370  |
| 2020年（令和2年）  | 343  |

### 世帯数の変遷
国勢調査による世帯数の推移。
| 年                 | 世帯数 |
| ------------------ | ------ |
| 1995年（平成7年）  | 134    |
| 2000年（平成12年） | 143    |
| 2005年（平成17年） | 153    |
| 2010年（平成22年） | 136    |
| 2015年（平成27年） | 160    |
| 2020年（令和2年）  | 154    |

## 学区
市立小・中学校に通う場合、学区は以下の通りとなる（2018年2月時点）。
| 番地    | 小学校             | 中学校             |
| ------- | ------------------ | ------------------ |
| 1番 3番 | 平塚市立大原小学校 | 平塚市立大野中学校 |
| 2番     | 平塚市立大原小学校 | 平塚市立中原中学校 |

## 事業所
2021年（令和3年）現在の経済センサス調査による事業所数と従業員数は以下の通りである。
| 町丁 | 事業所数 | 従業員数 |
| ---- | -------- | -------- |
| 大原 | 25事業所 | 516人    |

### 事業者数の変遷
経済センサスによる事業所数の推移。
| 年                 | 事業者数 |
| ------------------ | -------- |
| 2016年（平成28年） | 16       |
| 2021年（令和3年）  | 25       |

### 従業員数の変遷
経済センサスによる従業員数の推移。
| 年                 | 従業員数 |
| ------------------ | -------- |
| 2016年（平成28年） | 273      |
| 2021年（令和3年）  | 516      |

## 周辺の交通
- 道路は、西側に神奈川県道61号平塚伊勢原線が当字と西隣の富士見町との境を少しだけ沿っている。一方東側には神奈川県道606号明石下落合線が当字と東隣の西八幡との境を概ね沿っている。

- バス路線は神奈川中央交通（神奈中バス）の平塚営業所の一部系統が平塚駅（JR東日本東海道本線）から当字内の西側の県道61号沿いや東側の県道606号沿いなどを経て各方面へ運行している。この字内からの鉄道路線としての最寄り駅である平塚駅（紅谷町）まではそのバス路線で移動する場合も多い。また、当字内の総合公園内にあるShonan BMWスタジアム平塚（湘南ベルマーレのホームタウン）やバッティングパレス相石スタジアムひらつか（横浜DeNAベイスターズ（ファーム）の準本拠地）でのJリーグやプロ野球などの試合開催日の際も、神奈中バスで平塚駅などから当字内の総合公園近くのバス停留所まで使う事も多い。

## 周辺の施設
平塚市総合公園内
- Shonan BMWスタジアム平塚（平塚競技場）
  - サッカーJリーグのクラブチームである湘南ベルマーレの公式試合として開催される。
- バッティングパレス相石スタジアムひらつか（平塚球場）
  - プロ野球のファーム（二軍）である横浜DeNAベイスターズの公式試合（一軍も毎年1試合程開催される）の他、夏の高校野球の神奈川大会の試合開催地としても開かれる。
- 平塚総合体育館温水プール
- 平塚総合公園テニスコート
- 平塚総合公園ふれあい動物園

教育・娯楽施設
- 神奈川県立平塚ろう学校
- 神奈川県立平塚中等教育学校
- 平塚市立大原小学校
- 湘南天然温泉湯乃蔵ガーデン

## その他

### 日本郵便
- 郵便番号 : 254-0074[3]（集配局 : 平塚郵便局[16]）。